# Arletty
Léonie Marie Julie Bathiat (Courbevoie, 15 de maig de 1898 - París, 23 de juliol de 1992), coneguda com a Arletty, va ser una actriu de teatre i cinema, model i cantant francesa.
El seu pseudònim deriva d'Arlette, basat en una novel·la de Guy de Maupassant. Primer va ser model i no actuà al teatre fins que tenia 21 anys i impulsada pel marxant d'art Paul Guillaume. Després d'interpretar una vintena d'obres teatrals, el seu debut al cinema va ser l'any 1937, per treballar, al llarg dels anys, amb els grans noms del cinema francès dels anys trenta i quaranta: Hôtel du nord (1938), Le jour se lève (1939), Les visiteurs du soir (1942) i Les enfants du paradis (1945), quatre pel·lícules de Marcel Carné, les tres últimes amb diàleg de Jacques Prévert.
Arletty va ser empresonada l'any 1944 per la seva relació, durant l'ocupació de França, amb un oficial alemany de la Luftwaffe, Hans-Jürgen Soehring. Va ser internada a Drancy, més tard a Fresnes, i posteriorment va estar en arrest domiciliari durant divuit mesos. Li van prohibir residir a París durant tres anys i treballar durant dos anys, però va poder reprendre la seua carrera als anys cinquanta.

## Filmografia
- 1930: La Douceur d'aimer - Une dactylo (uncredited)
- 1932: Un chien qui rapporte - Josyane Plaisir
- 1932: La Belle Aventure - Madame Desmignières
- 1932: Abduct Me - Lulu
- 1933: Mademoiselle Josette, My Woman
- 1933: Je te confie ma femme - Totoche
- 1933: Une idée folle - Anita - une danseuse
- 1933: Un soir de réveillon - Viviane
- 1933: La Guerre des valses - La chocolatière
- 1934: Le voyage de Monsieur Perrichon - Anita Mathieu
- 1935: Pension Mimosas - La môme Parasol
- 1935: Le Vertige - Emma
- 1935: La Fille de madame Angot - Ducoudray
- 1935: Amants et Voleurs - Agathe
- 1936: La Garçonne - Niquette
- 1936: Aventure à Paris - Rose Blondel de Saint-Leu
- 1936: Messieurs les ronds-de-cuir - La belle-soeur de la hourmerie
- 1936: Le Mari rêvé - Eve Roland
- 1936: Faisons un rêve - Une invitée (prologue)
- 1936: Mais n'te promène donc pas toute nue
- 1936: Feu la mère de madame
- 1937: Les Perles de la couronne - La reine d'Abyssinie
- 1937: Désiré - Madeleine Crapicheau, la femme de chambre
- 1937: Aloha, le chant des îles - Ginette Gina
- 1938: Mirages - Arlette
- 1938: The Little Thing - Irma Borel
- 1938: La Chaleur du sein - Bernadette Mezin
- 1938: Hôtel du Nord - Raymonde
- 1939: Le jour se lève - Clara
- 1939: Fric-Frac - Loulou
- 1939: Circumstàncies atenuants (Circonstances atténuantes) - Marie Qu'a-d'ça
- 1940: Thunder Over Paris - Ida
- 1941: Madame Sans-Gêne - Catherine Hubscher
- 1942: La Femme que j'ai le plus aimée - Simone, l'actrice locataire
- 1942: Boléro - Catherine
- 1942: L'Amant de Bornéo - Stella Losange
- 1942: Les Visiteurs du soir - Dominique
- 1942: La Loi du 21 juin 1907
- 1945: Les Enfants du paradis - Claire Reine, dite Garance
- 1947: La Fleur de l'âge
- 1948: Madame et ses peaux-rouges (Buffalo Bill et la bergère) - Mademoiselle Pascale
- 1949: Portrait d'un assassin - Martha
- 1950: Georges Braque
- 1951: Gibier de potence - Madame Alice
- 1952: L'Amour, Madame - Herself
- 1953: The Father of the Girl - Edith Mars
- 1954: Le Grand Jeu - Blanche
- 1954: L'Air de Paris - Blanche Le Garrec
- 1954: Huis clos - Inès - une lesbienne
- 1956: Mon curé chez les pauvres - Nine
- 1957: Vacances explosives - Arlette Bernard
- 1958: Le Passager clandestin - Gabrielle
- 1958: Et ta sœur - Lucrèce du Boccage
- 1958: Un drôle de dimanche - Juliette Armier
- 1958: Maxime - Gazelle
- 1960: Paris la belle - Récitante / Narrator (voice)
- 1960: Les Primitifs du XIIIe - Récitante / Narrator (voice)
- 1962: La gamberge - La mère d'Albert
- 1962: Girl on the Road - Gabrielle, maîtresse de Rameau
- 1962: La Loi des hommes - Loune de Lindt
- 1962: The Longest Day - Madame Barrault
- 1962: Tempo di Roma - La marquise
- 1962: Le Voyage à Biarritz - Fernande
- 1967: Dina chez les rois - Récitante / Narrator (voice)
- 1977: Jacques Prévert - Herself
- 1985: Carné, l'homme à la caméra - Herself (voice)